# Elaphoglossum megalurum
Elaphoglossum megalurum är en träjonväxtart som beskrevs av John T. Mickel. Elaphoglossum megalurum ingår i släktet Elaphoglossum och familjen Dryopteridaceae. Inga underarter finns listade.